# Kamil Kwasowski
Kamil Kwasowski (ur. 13 września 1990) – polski siatkarz, grający na pozycji przyjmującego. W swojej karierze grał wcześniej również na pozycji rozgrywającego.
Jego ojciec o imieniu Rafał grał w siatkówkę na pozycji libero w następujących klubach: BBTS Bielsko-Biała, KS Mostostal ZA Kędzierzyn-Koźle, Stal Nysa, Gwardia Wrocław, Jastrzębie Borynia, BKSCh Delecta Bydgoszcz.

## Sukcesy w siatkówce plażowej
Brał udział w turnieju Plaża Open. 24 czerwca 2012 roku w Cieszynie z Kamilem Gilnerem zajęli 2. miejsce oraz 8 lipca 2012 w Bielsku-Białej z Wojciechem Włodarczykiem zajęli 1. miejsce. 30 czerwca 2013 roku w Cieszynie i 7 lipca 2013 roku w Chorzowie z Arturem Bacą zajęli 1. miejsce. 14 lipca 2013 roku w Bielsku-Białej z Arturem Bacą zajęli 3. miejsce. 6 lipca 2014 roku w Cieszynie z Wojciechem Włodarczykiem zajęli 3. miejsce.

## Sukcesy klubowe
XIII Ogólnopolska Olimpiada Młodzieży:
- 2007[5]

Mistrzostwa Polski Juniorów:
- 2009[6]

## Nagrody indywidualne
- 2009: Najlepszy rozgrywający Mistrzostw Polski Juniorów[7]